# 張星 (天啟進士)
張星（16世紀—1630年代），後改名張應星，河南汝寧府光州人，明朝政治人物。

## 生平
張星是天啟四年（1624年）河南鄉試舉人，次年（1625年）聯捷進士，獲授庶吉士，後辭官為民，再任密雲知縣，崇禎四年（1631年）時為陝西道試監察御史，次年（1632年）巡按陝西，很快逝世。
妾侍紀氏在張星死時不滿二十歲，依靠嫡子張近思，數年後張近思死去，再依靠其孫子；孫子死去，張氏絕後，紀氏和張近思妻子魯氏、孫子妻子共住一室，悽苦不已，年七十多歲去世。

## 引用
1. ↑  史語所藏鈔本《崇禎長編·卷五十九》：（崇禎五年五月）乙卯陝西廵按張星改名應星。
2. ↑  光緒《光州志·卷三·選舉志》：進士……明……張應星 官巡按，（天啟）乙丑科……舉人……明……（天啟）甲子科 張應星
3. ↑  史語所藏鈔本《崇禎長編·卷三十》：（崇禎三年正月壬午）原任庶吉士今為民張星輸助鉛彈火藥優旨覈收。
4. ↑  史語所藏鈔本《崇禎長編·卷四十五》：（崇禎四年四月己巳）陝西道試御史張星上言……
5. ↑  史語所藏鈔本《崇禎長編·卷六十四》：（崇禎五年十月丙戌）陝西廵按張應星以帝矜疑桑仲金罪，具疏頌美解網之……
6. ↑  《欽定古今圖書集·明倫彙編·第二百九十五·閨節部·列傳一百七十七》：張應星妾紀氏 按《光州志》：「紀氏，陝西道御史張應星妾。年未二十而張亡，依適子近思。數年，思亦沒，依其孫。無何，孫又喪，張後遂絕。氏同適子婦魯氏暨孫婦慘淡一室，悽苦不堪。年七十餘終。」